# Camjac
Camjac är en kommun i departementet Aveyron i regionen Occitanien i södra Frankrike. Kommunen ligger  i kantonen Naucelle som ligger i arrondissementet Rodez. År 2022 hade Camjac 575 invånare.

## Befolkningsutveckling
Antalet invånare i kommunen Camjac
Referens: INSEE